# Episodi di 1993
La serie televisiva 1993, composta da 8 episodi, è stata trasmessa in prima visione assoluta in Italia da Sky Atlantic e Sky Cinema Uno, canali a pagamento della piattaforma satellitare Sky, dal 16 maggio al 6 giugno 2017.
| n° | Episodi    | Prima TV       |
| -- | ---------- | -------------- |
| 1  | Episodio 1 | 16 maggio 2017 |
| 2  | Episodio 2 | 16 maggio 2017 |
| 3  | Episodio 3 | 23 maggio 2017 |
| 4  | Episodio 4 | 23 maggio 2017 |
| 5  | Episodio 5 | 30 maggio 2017 |
| 6  | Episodio 6 | 30 maggio 2017 |
| 7  | Episodio 7 | 6 giugno 2017  |
| 8  | Episodio 8 | 6 giugno 2017  |

## Episodi 1 - 2
- Diretto da: Giuseppe Gagliardi
- Scritto da: Alessandro Fabbri, Ludovica Rampoldi, Stefano Sardo

### Trama
Roma, 30 aprile 1993: fuori dall'Hotel Raphael i manifestanti bersagliano Bettino Craxi con lanci di oggetti, insulti e soprattutto monetine e cantilene irridenti mentre Silvio Berlusconi e Leonardo Notte osservano la scena con ammirazione. Il pool di Antonio Di Pietro continua le indagini su Tangentopoli e Luca Pastore, ancora malato, inizia a frequentare delle riunioni di ragazzi infetti conoscendo così Eva. Bosco è ormai un alcolizzato e la Lega Nord decide di sospenderlo; torna però in auge nel partito dopo aver sventolato un cappio alla Camera - gesto che gli procurerà anche l'apprezzamento di Gianfranco Miglio - e viene invitato in una trasmissione televisiva di Gad Lerner: qui conosce Giulia Castello, con cui ha un rapporto sessuale ma che caccia bruscamente via dopo aver visto in TV la sorella Veronica, sua ex, ospite della trasmissione Mezzanotte e dintorni di Gigi Marzullo. La soubrette si sta affermando nel mondo dello spettacolo con molti servizi fotografici, interviste ed ospitate televisive nei programmi di maggior prestigio.
I manager di Publitalia '80 stanno ancora sondando il terreno per un eventuale ingresso in politica di Berlusconi; Notte, su richiesta di Marcello Dell'Utri, va a parlare con Beppe, suo amico onorevole del Partito Democratico della Sinistra di cui vuole capire le intenzioni, e sta sempre di più al fianco del Cavaliere. Mentre Bortolotti era in casa di una prostituta transessuale, ella sembra morire per overdose e il parlamentare viene aiutato da Bosco che gli offre il suo posto nella giunta di Formentini a Milano per "cambiare aria" ed evitare lo scandalo, sostituendolo così nella commissione di vigilanza Rai. Viola, la giovane figlia di Leonardo, cerca di entrare nel mondo dello spettacolo e si attacca a Veronica che però la nota assumere cocaina e riferisce il fatto al padre.
Luca Pastore nella sua lotta contro la malasanità ottiene l'aiuto del parlamentare democristiano Gaetano Nobile che gli dà in pasto Gabriele Monaco; in cambio però il poliziotto fa pressione sull'onorevole Onofri affinché ritiri le accuse contro Nobile. Il cantiere di Bibi Mainaghi sta per essere riaperto, ma a quel punto viene rinvenuto il cadavere di Rocco Venturi. La sera del 14 maggio Veronica Castello rimane coinvolta nell'attentato di via Fauro contro Maurizio Costanzo, da cui esce ferita ma non gravemente.
- Ascolti Italia: telespettatori 519 000[1]

## Episodi 3 - 4
- Diretto da: Giuseppe Gagliardi
- Scritto da: Alessandro Fabbri, Ludovica Rampoldi, Stefano Sardo

### Trama
Veronica è rimasta lievemente ferita e, preoccupata di poter essere sostituita e di fare la fine di una sua collega d'agenzia, Simona Merenda (soubrette televisiva di grido tra gli anni settanta ed ottanta, ma ora dimenticata e caduta in disgrazia), torna subito alle prove ma non è lucida; inoltre è tormentata dal fantasma di Michele Mainaghi, così viene messa a riposo. Notte e Berlusconi sono ormai inseparabili tanto che il Cavaliere gli mostra il suo mausoleo privato di Arcore. La fidanzata di Notte riconosce la salma di Venturi, suo ex marito. Veronica è disposta a tutto pur di rimanere in TV e ha un rapporto sessuale con Pizzetti, facoltoso dirigente Rai, ma uscendo dal suo ufficio incontra Bosco, appena entrato in commissione vigilanza, e i due litigano. Bortolotti tenta il suicidio e finisce in coma; una volta risvegliatosi racconta a Bosco che lo ha fatto perché era ricattato dalla trans che sembrava morta: questa gli racconta di averlo fatto su minaccia del pappone e così decide di ospitarla in casa per sicurezza.
Leonardo è molto preoccupato per il ritrovamento del cadavere di Venturi e viene coperto da Bibi Mainaghi ma Pastore sospetta comunque di lui e grazie alla testimonianza spontanea del suo vicino di casa, che lo aveva aiutato a difendersi dai ricatti di Venturi, lo arresta mentre Berlusconi al telefono gli propone di diventare parlamentare del suo nuovo partito. Veronica è su tutte le furie perché viene avvisata del fatto che finirà su un settimanale per un vecchio filmino hard con un produttore. Pastore riesce a far collaborare Gabriele Monaco. In una riunione d'azienda Zeno Mainaghi attacca Brancato, malavitoso che manovra il gruppo e che vuole fargliela pagare nonostante le suppliche della sorella. L'avvocato Arnaldi per conto di Brancato in un colloquio con Notte in carcere gli propone di uccidere l'imprenditore Antonino Del Re, arrestato con Mani pulite, nel braccio degli isolati in cambio della libertà.
Bosco, grazie a Gaetano Nobile, entra in uno dei salotti della Roma che conta, quello della Baronessa Pia Ravagnini. Veronica per salvare la propria immagine propone al direttore del giornale di pubblicare un suo libro confessione sulle relazioni che ha avuto con uomini importanti in cambio del ritiro di quel video. La Procura di Milano mette a segno un altro colpo: l'arresto di Giuseppe Garofano, ex presidente della Montedison ed ex amministratore delegato della Ferruzzi. Il noto giornalista Alberto Muratori rivela a Notte di essere suo padre; il manager tenta di uccidere Del Re nella sua cella ma si ferma appena in tempo e il 20 luglio nelle docce di San Vittore trova morto Gabriele Cagliari, ex presidente dell'Eni.
Bortolotti da sotto casa di Bosco vede che ospita la trans che lo aveva ricattato e lo mette in cattiva luce a Bossi. Bosco salva quindi Linda dal magnaccia per evitare che rimanesse ancora a casa sua mentre Veronica inizia a raccontare la sua storia al giornalista Davide Corsi. Il 23 luglio intanto si suicida in casa anche Raul Gardini, ex presidente Montedison e uomo chiave nella nascita di Enimont, dopo aver letto sul quotidiano lo scoop di Giulia Castello sull'anticipazione del verbale di Garofano: la giornalista aveva ottenuto l'esclusiva da un collaboratore di Di Pietro, Scaglia, che si sente responsabile per il suicidio del noto imprenditore.

## Episodi 5 - 6
- Diretto da: Giuseppe Gagliardi
- Scritto da: Alessandro Fabbri, Ludovica Rampoldi, Stefano Sardo

### Trama
A causa della morte di Raul Gardini la squadra di Di Pietro perde un testimone chiave. Giulia ha dei rimorsi e sensi di colpa a causa del suo articolo nei confronti di Gardini. Cusani si rifiuta di collaborare con la Procura e in carcere diventa amico di Notte, intimato ancora da Arnaldi a uccidere Del Re in cambio della libertà. Veronica nell'intervista racconta a Corsi che in passato aveva rapporti sessuali per soldi; Zeno Mainaghi è in un centro di recupero ma si fa ancora di cocaina; Bosco è stato isolato da Bossi all'interno del partito e risolve i problemi del padre vittima degli strozzini ottenendo 200 milioni dall'imprenditore Lucetra (al quale l'anno prima, in Commissione Difesa, aveva fatto ottenere quella famosa commessa per l'acquisto di armi su pressione di Nobile); Pastore ed Eva fanno l'amore sotto effetto di LSD; Del Re in un colloquio in carcere racconta a Bibi Mainaghi che suo padre in realtà è stato ammazzato su ordine di Brancato.
Giulia Castello ottiene la stima di Indro Montanelli e si fa forza. La sera del 27 luglio Davide e Veronica, di ritorno dalla loro prima uscita, stanno per baciarsi davanti a casa di lei quando sentono lo scoppio di una bomba a San Giorgio in Velabro. Bosco, dal terrazzo di casa sua, chiama subito Gaetano Nobile che gli racconta che poco prima c'è stata la Strage di via Palestro a Milano e subito dopo scoppia una seconda bomba davanti alla Basilica di San Giovanni in Laterano. Notte fa uccidere Del Re da un africano e il 3 agosto viene scarcerato perché un mafioso si è addossato la colpa dell'omicidio di Venturi che con lui avrebbe avuto debiti di gioco. Il giorno dopo Pastore interroga il Ministro della Sanità Francesco De Lorenzo in relazione al presunto suicidio del professore Antonio Vittoria, suo uomo di fiducia nonché massone e preside della facoltà di Farmacia di Napoli.
Bosco intanto inizia a frequentare il gruppo di Gianfranco Miglio. Notte va a conoscere Luigi Brancato che lo ha liberato dal carcere dicendogli che non gli deve nulla. Ad Arcore Berlusconi lo riaccoglie ma gli comunica la decisione di non poterlo candidare per via del suo arresto e Notte, offeso, se ne va. Peraltro Arianna non crede alla sua innocenza e non vuole più vederlo. Pastore continua ad indagare sulla strana morte del professor Vittoria che era anche membro del Cip farmaci, l'organismo che aumentava il prezzo dei medicinali a suon di tangenti, ed era finito nell'inchiesta sulla farmatruffa; suo figlio Ciro gli consegna un memoriale in cui accusa il dirigente Duilio Poggiolini. Veronica intanto inizia la sua "seconda vita" insieme a Davide, Cusani persiste nel non voler collaborare con Di Pietro mentre Notte, aiutato da Alberto Muratori, si decide a passare dalla parte di Massimo D'Alema e i fratelli Mainaghi decidono di vendicarsi di Brancato.

## Episodi 7 -8
- Diretto da: Giuseppe Gagliardi
- Scritto da: Alessandro Fabbri, Ludovica Rampoldi, Stefano Sardo

### Trama
Bibi cerca di convincere Zeno a testimoniare contro Brancato. Il 13 settembre viene spiccato il mandato di cattura per Poggiolini con l'accusa di aver intascato tangenti. Notte insieme a Muratori incontra D'Alema proponendogli di candidare Walter Veltroni come premier e cerca di studiare le mosse di Berlusconi. Bosco fa entrare Miglio nel circolo della baronessa Lavagnini ma rimane spiazzato quando alla festa vede arrivare anche Bossi. Veronica viene convinta dalla sua manager a fermare la pubblicazione dell'autobiografia per salvare la carriera e decide così di andare a letto col produttore Giubilini. Accompagnandolo a una cena incontra Lucio Corradi, Marcello Dell'Utri e Giuliano Urbani che parlano di legge elettorale e di un presunto provino di Berlusconi per cercare i candidati del partito che vuole fondare ovvero Forza Italia; la ragazza ne ottiene la conferma da Corradi e in cambio del provino lei fa togliere il suo nome dal libro. Decide poi di portarsi a letto il produttore filmando tutto di nascosto. 19 settembre: su input del suo avvocato Bibi riferisce a Pastore in Procura che Poggiolini vive sotto falso nome in Svizzera. Notte continua a negare ad Arianna di avere ucciso suo marito e le spiega di essere scappato da Bologna anni prima con il suo aiuto in seguito alla morte della fidanzata per overdose di eroina che lui spacciava e nel 1992 gli avrebbe dato 100 milioni perché ricattato; la ragazza gli crede e i due hanno un rapporto sessuale in bagno. Bosco è scosso perché Giulia Castello gli rivela che anche la Lega è finita nel mirino della Procura. Su indicazione di Bibi, Pastore fa arrestare Poggiolini e l'avvocato Arnaldi scatenando la rabbia di Brancato. Il poliziotto racconta poi alla squadra di essere malato per colpa della Zenit.
Il 28 ottobre inizia il Processo Cusani mentre Berlusconi, in occasione dell'inaugurazione di un centro commerciale a Casalecchio di Reno, dichiara: "Se votassi a Roma, la mia preferenza andrebbe a Fini" ovvero il candidato sindaco del MSI che il 5 dicembre perderà poi il ballottaggio contro Francesco Rutelli. Notte è deluso da questo appoggio ma Rachele Manni, sua ex collega a Publitalia '80, lo tranquillizza del fatto che i missini vogliono ripulirsi dalle vecchie ideologie estremiste e gli rivela che il Cavaliere è intenzionato a creare una coalizione con due alleanze distinte ovvero il Polo delle Libertà con la Lega al Nord e il Polo del Buon Governo con la nuova Alleanza Nazionale al Sud. La Castello ricatta Giubilini con il video e così il libro non esce. Pastore si confida con Di Pietro dicendogli di non avere più niente da dare e di voler lasciare il lavoro. Giulia racconta alla sorella di aver lasciato soffocare la madre malata nel letto dell'ospedale perché le avrebbe tolto ancora tempo al lavoro ma Veronica sembra sollevata perché non dovrà avere più sensi di colpa al riguardo. Guardando il TG la ragazza apprende la notizia della candidatura a sindaco di Napoli della showgirl Alessandra Mussolini e si convince a volerla imitare; supera facilmente il provino sorprendendo Rachele Manni e Paolo Pellegrini. Leonardo, davanti all'insistenza di Arianna, confessa di aver ucciso Venturi perché lo ricattava. Patelli, tesoriere della Lega, viene arrestato con l'accusa di aver intascato 200 milioni dal gruppo Ferruzzi. Gaetano Nobile offre a Pastore di entrare nei servizi segreti. Notte e Beppe del PdS ridono di gusto delle battute del comico Beppe Grillo riguardanti Berlusconi ma il manager lo incastra registrandolo mentre confessa che anche il suo partito prendeva le tangenti; chiama così il Cavaliere fissando un incontro per il 19 dicembre a una convention al Jolly Hotel. Veronica viene affrontata dalla fidanzata di Davide Corsi che le consegna infuriata la bozza dell'autobiografia trovata sulla scrivania del giornalista.
Bosco cerca di convincere il professore Miglio a mettersi contro Bossi. Il 12 dicembre ad Assago al secondo congresso nazionale della Lega sale sul palco e con successo fa partire una colletta per dimostrare a Di Pietro che i leghisti sono onesti. Nella pausa insieme a qualche compagno di partito riacquista la fiducia di Bossi raccontandogli una falsità ovvero che Miglio vuole tradirlo. Il Senatur sul palco annuncia che la Lega userà Berlusconi per andare al Governo scontrandosi proprio con Miglio che non è d'accordo. Giulia Castello intanto presenta il suo libro sul Caso Enimont. Bibi incontra Pastore dicendogli che vuole costituirsi insieme al fratello e i due si danno appuntamento per il giorno seguente cosicché lei e il fratello possano essere messi sotto protezione dopo l'interrogatorio con Di Pietro. Il 17 dicembre depone in aula Bettino Craxi che, interrogato da Di Pietro, ammette che il PSI riceveva finanziamenti illeciti. Notte racconta con rabbia e disprezzo a Muratori di voler incastrare il PdS con la registrazione. Brancato fa ammazzare Bibi prima che possa incontrare Pastore facendola sembrare una morte per overdose mentre il poliziotto riesce ad avere la meglio sui sicari dopo un lungo inseguimento; suo fratello Zeno l'ha tradita ed è ora a capo dell'azienda con la benedizione del malavitoso. Bosco è ormai entrato nelle grazie di Bossi e Pastore decide di lasciare il lavoro e di partire per Panama con Eva per godersi gli ultimi mesi di vita. Veronica capisce che per essere candidata ha bisogno della benedizione di Berlusconi e così ottiene un incontro con lui. Notte dopo anni si vendica del fascista che lo aveva gambizzato a Bologna da ragazzino punendolo allo stesso modo. Arrivato al Jolly Hotel di Milano dove i futuri deputati di Forza Italia (tra i quali c'è anche Veronica) assieme a Berlusconi stanno incidendo l'inno del nascente partito, Arianna lo affronta e gli spara un colpo di pistola.